# Eumedonia bolivariensis
Eumedonia bolivariensis är en fjärilsart som beskrevs av De Sagarra 1932. Eumedonia bolivariensis ingår i släktet Eumedonia och familjen juvelvingar. Inga underarter finns listade i Catalogue of Life.